# Marcus Plautius Silvanus (préteur)
Marcus Plautius Silvanus (fl. 24, d. 24) était un homme politique de l'Empire romain.

## Vie
Fils de Marcus Plautius Silvanus et de sa femme Lartia.
Il était préteur en 24.
Il se maria trois fois, la première avec Aelia, fille de Lucius Aelius Lamia, la deuxième fois avec Fabia et la troisième fois avec Apronia, fille de Lucius Apronius, consul, et de sa femme Caesia. Il a eu un fils du premier mariage, Tiberius Plautius Silvanus Aelianus.
Il fait scandale en 24 en défenestrant son épouse. Aussitôt, il prétend qu'elle s'est suicidée. L'affaire est immédiatement rapportée à l'empereur Tibère, qui vient inspecter la chambre à coucher de la victime. Un examen soigné des lieux lui permet de constater les traces d'une résistance opposée aux efforts pour précipiter Apronia. Il instruit l'affaire et la transmet au Sénat pour jugement. Mais M. Plautius Silvanus s'évite le déshonneur d'un procès et d'une condamnation grâce à Urgulania, sa grand-mère, qui lui fait parvenir un poignard. Avec cette arme, l'inculpé s'ouvre les veines.